# Барли (Па де Кале)
Барли (фр. Barly) насеље је и општина у североисточној Француској у региону Север-Па д Кале, у департману Па де Кале која припада префектури Арас.
По подацима из 2011. године у општини је живело 225 становника, а густина насељености је износила 36,59 становника/km². Општина се простире на површини од 6,15 km². Налази се на средњој надморској висини од 140 метара (максималној 161 m, а минималној 107 m).

## Демографија
| 1962. | 1968. | 1975. | 1982. | 1990. | 1999. | 2011. |
| ----- | ----- | ----- | ----- | ----- | ----- | ----- |
| 253   | 265   | 245   | 275   | 282   | 268   | 225   |

График промене броја становника у току последњих година